# 真冬のメモリーズ
「真冬のメモリーズ」（まふゆのメモリーズ）は、1997年11月21日に発売された松たか子4枚目のシングル。発売元はBMG JAPAN。

## 解説
シングル曲としては初のノンタイアップである。

## メディアでの披露
『1997 FNS歌謡祭』に初出演した。

## 収録曲
作曲・編曲：武部聡志
1. 真冬のメモリーズ
  - 作詞：前田たかひろ
2. 20candles
  - 作詞：松たか子・真宮ほのか
3. 真冬のメモリーズ（Instrumental）
4. 20candles（Instrumental）